# Le Repenti (téléfilm)
Pour les articles homonymes, voir Le Repenti.
 (juin 2011).
Si vous disposez d'ouvrages ou d'articles de référence ou si vous connaissez des sites web de qualité traitant du thème abordé ici, merci de compléter l'article en donnant les références utiles à sa vérifiabilité et en les liant à la section « Notes et références ».
Pour plus de détails, voir Fiche technique et Distribution.
Le Repenti est un téléfilm français en deux parties, sur une idée originale de Nicolas Durand-Zouky, Simon Jablonka et Jean-Marc Rudnicki diffusé pour la première fois le 26 mai 2010 sur France 2.

## Synopsis
Dunkerque, le port. Alexis Marceau et son meilleur ami Victor Fontanel tiennent le port et les dockers par le biais de leur entreprise de manutention, et font ainsi rentrer et sortir des produits illicites qui leur fait gagner beaucoup d'argent. Las de ces trafics, Alexis décide de vendre Victor à la justice, en collaborant avec la juge Baron, une magistrate tenace et aux méthodes parfois douteuses. Alexis veut avant tout protéger sa femme Anne, et leur fils Jérémie en recommençant une nouvelle vie loin de Dunkerque.
Mais Alexis est découvert, et Victor le punit à la hauteur de son crime: il le brûle et lui tire une balle dans l'abdomen en le laissant pour mort sur une falaise.
Alexis survit, et après plusieurs opérations de chirurgie esthétique, il devient Mathias.
Six ans plus tard, la juge retrouve Mathias sur le port de Turin, et lui propose de commuer sa peine de prison pour association de malfaiteurs s'il accepte d'infiltrer l'entreprise de Victor, alors sur le point de conclure un gros contrat avec le russe Vandernev. Grâce à sa toute nouvelle identité, et surtout grâce à sa connaissance du port et de ses trafics, Mathias va infiltrer l'entreprise de Victor et va gravir peu à peu les échelons de la hiérarchie mafieuse du port. Mais lorsqu'il revient, Anne, sa femme, est mariée à Victor, et Jérémie, son fils, suit les traces de son beau-père, et de son père avant lui...

## Distribution
- Bruno Debrandt : Mathias Leblanc
- Aurélien Recoing : Victor Fontanel
- Natacha Lindinger : Anne Marceau
- Élisabeth Vitali : Le juge Delphine Baron
- Artus de Penguern : Gilles Lamassoure
- Swann Arlaud : Jérémie
- Carlo Brandt : Eddy Lambert
- Jean-Baptiste Puech : Alexis Marceau
- Anton Yakovlev : Alexander Vandernev

## Equipe technique
Image : Pascal Lagriffoul - 
Montage : Thierry Brunello - 
Musique : Arland Wrigley - 